# Kaplířova lípa
Kaplířova lípa v Neustupově je památný strom pojmenovaný na počest rytíře Kašpara Kaplíře ze Sulevic. Roste v areálu renesančního zámku Neustupov. Kaplířova lípa je největší lípou velkolistou ve středních Čechách.

## Základní údaje
- název: Kaplířova lípa, Neustupovská lípa
- výška: 28 m (1977)[1][4], 34 m (1999)[3]
- obvod: 721 (1977)[3], 736 cm[4], 743 cm (1986)[3][5][1], 721 cm (1993)[5], 741 cm (1999)[3], 755 cm (2003, AOPK), 758 cm (2009, AOPK)
- věk: 550 let[4], 500 let (1977, AOPK),
- sanace: částečné ošetření v roce 2001 (výměna vazby, redukce koruny)
- souřadnice: 49°36'57.05"N, 14°41'48.53"E

Lípa roste na nádvoří zámku u hlavní brány, nedaleko kostelní věže.

## Stav stromu a údržba
Lípa je dvoják s vysokou korunou, kmen je dutý, část dutiny provizorně zakrytá. Terminály byly původně svázané (ještě roku 2002), nyní vazba chybí a zůstaly jen zaříznuté obruče (minimálně od roku 2008, zřejmě již v roce 2005). V roce 2005 byla doporučena celková sanace.

## Historie a pověsti
Rytíř Kašpar Kaplíř ze Sulevic patřil k sedmadvaceti českým pánům, kteří byli 21. června 1621 popraveni na Staroměstském náměstí. Jeho tělo (rozsudek byl zmírněn a rytíř nebyl rozčtvrcen) bylo pohřbeno v kostele u lípy. Hlava byla mezi lety 1631 a 1632 pohřbena v Týnském chrámu, pak se ale i s ostatními ztratila neznámo kam.
Podle pověsti se před odjezdem do Prahy pod touto lípou rytíř Kašpar loučil se svými přáteli a příbuznými.

## Další zajímavosti
Kaplířova lípa měla být zařazena do televizního pořadu Paměť stromů, konkrétně do dílu č. 9: Stromy osobností. Z důvodu omezené stopáže musela být vynechána.

## Památné a významné stromy v okolí
- Aichelburgova lípa (Neustupov)
- Vlčkovické duby (9 stromů, Broumovice, 4 km po silnici, 2 km polní cestou, SV)
- Hotišovské jírovce (významné stromy, 3,5 km Z)
- Otradovický klen (významný strom, 4 km SZ)
- Votický javor (5,5 km Z)